# Russ Kunkel
Russel (Russ) Kunkel (Pittsburgh, 27 september 1948) is een Amerikaans drummer. Hij was vooral als sessiemuzikant actief in de jaren zeventig van de 20e eeuw en werkte o.a. mee aan het album New Morning van Bob Dylan.
In de jaren zeventig werkten Kunkel, de bassist Leland Sklar, de gitarist Danny Kortchmar en de toetsenist Craig Doerge zo vaak samen, dat ze uiteindelijk bekend werden als The Section. Onder deze naam namen ze tussen 1972 en 1977 in totaal drie albums op.
In 2018 richtten Kortchmar, Sklar and Kunkel The Immediate Family op, later aangevuld met Waddy Wachtel en Steve Postel. In 2022 verscheen een documentaire over deze band van legendarische sessiemuzikanten gemaakt door Danny Tedesco.
- Bibliothèque nationale de France: cb140150302 (data)
- International Standard Name Identifier: 0000 0000 7143 3816
- Library of Congress Control Number: no2002104731
- MusicBrainz: 6a002755-c0e3-4530-b608-eb10bb994c01
- Virtual International Authority File: 48906051
- WorldCat: E39PBJrwPPWtGy4Gbj4H6WQcyd